# Ocotea jumbillensis
Ocotea jumbillensis là loài thực vật có hoa trong họ Nguyệt quế. Loài này được O. Schmidt miêu tả khoa học đầu tiên năm 1933.